# Dämmebron

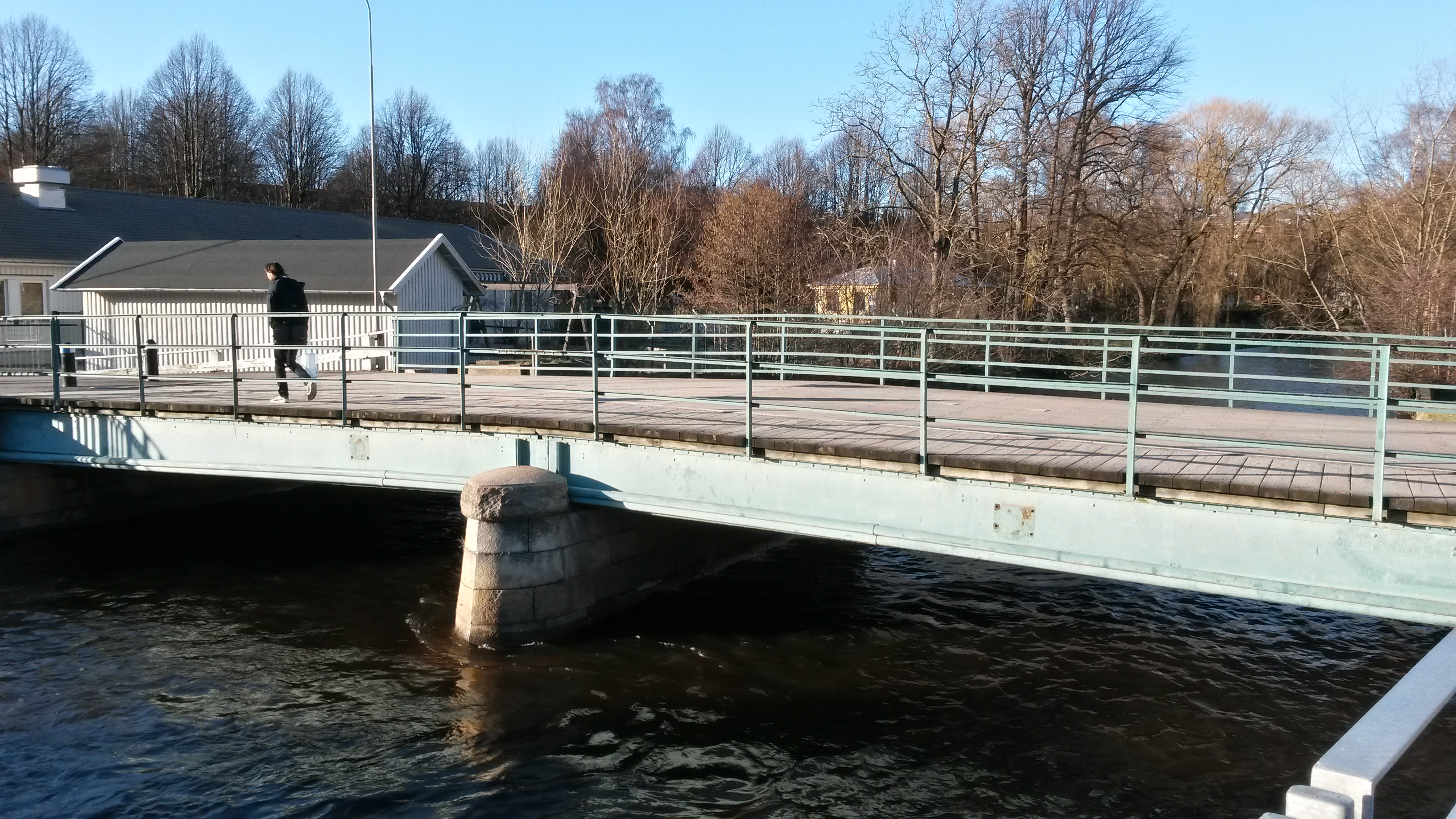
Vy över södra delen av Dämmebron i Göteborg.

Dämmebron är en 20 meter lång gång- och cykelbro över Gullbergsån i Göteborg. Den förbinder Ågången med Elfrida Andrées gata (tidigare Baldersplatsen respektive Dämmevägen) i stadsdelen Gårda. Namnet kommer av den fördämning som anlades vid den östra änden av Fattighusån och där Mölndalsån övergår till att heta Gullbergsån.
Gångstråket längs Gullbergsåns östra sida, som börjar här, heter "Smedmästare Karlssons Gångväg", efter smedmästare Ernst Karlsson (1878-1957) som startade Gårda smidesverkstad vid cirka år 1900.  